# Czarna Góra (Bojano)
Czarna Góra (kasz. Czôrnô Góra) – część wsi Bojano w Polsce, położona w województwie pomorskim, w powiecie wejherowskim, w gminie Szemud.
Czarna Góra zlokalizowana jest w zachodniej części wsi Bojano, przy granicy ze wsią Koleczkowo, po prawej stronie drogi wojewódzkiej 218, jadąc w kierunku Wejherowa.
W latach 1975–1998 Czarna Góra administracyjnie należała do województwa gdańskiego.